# Золотой век (фильм, 2003)
«Золотой век» — российский кинофильм о событиях конца XVIII — начала XIX вв. в России, Англии и Франции.

## Сюжет
Санкт-Петербург, 1795 год. Влюблявший в себя даже королев, английский посланник при дворе Екатерины II, лорд Витворт заводит роман с юной Ольгой Зубовой — сестрой фаворита престарелой императрицы. Императрица хочет отрешить своего наследника Павла от власти и передаёт Ольге секретные бумаги, но граф Пален успевает их уничтожить.
Павел I вступает на российский престол. Англия начинает проявлять недовольство его непредсказуемой политикой. Витворт становится одним из организаторов заговора против Павла, а Ольга, рискуя жизнью, помогает ему. Ведь он поклялся ей в вечной любви. Но, как только дворцовый переворот завершается убийством императора, Зубова больше не нужна Витворту. Он возвращается в Англию, а Ольгу объявляют государственной преступницей.
Витворт женится на богатой аристократке, Ольга приезжает на его свадьбу. Она пытается убить Витворта в ложе театра, но император Наполеон узнаёт о её присутствии и отдаёт приказ арестовать и расстрелять её. Витворт упрашивает Наполеона пощадить Ольгу, так как она состояла в связи с Принцем Уэльским, будущим королём Георгом IV и беременна. Наполеон «не может отказать себе в удовольствии увеличить число королевских ублюдков» и отпускает Ольгу. Она отказывает Витворту во взаимности и уезжает, Витворт в гневе убивает своего слугу и вступает в безнадёжную схватку с подоспевшими полицейскими.

## В ролях
| Актёр              | Роль                                         |
| ------------------ | -------------------------------------------- |
| Ольга Орлова       | Ольга Александровна Жеребцова                |
| Гурий Атнев        | Чарльз Уитворт                               |
| Александр Баширов  | император Павел I                            |
| Виктор Сухоруков   | граф Пётр Алексеевич Пален                   |
| Владимир Стержаков | Александр Алексеевич Жеребцов                |
| Гоша Куценко       | принц Уэльский, впоследствии король Георг IV |
| Вия Артмане        | императрица Екатерина II                     |
| Максим Федосеев    | князь Платон Александрович Зубов             |
| Ольга Погодина     | графиня Толстая                              |
| Олег Лопухов       | Наполеон Бонапарт                            |
| Владимир Капустин  | Жозеф Фуше                                   |
| Эрнст Романов      | посол России                                 |